# 孔代-诺尔滕
孔代-诺尔滕（法語：Condé-Northen，法語發音：[kɔ̃de nɔʁtən]）是法国摩泽尔省的一个市镇，属于福尔巴克-布莱摩泽尔区。

## 历史
该市镇于1804年由原市镇孔代（Condé）和合并而成。1810年，市镇蓬蒂尼（Pontigny）并入孔代-诺尔滕。1979年，市镇洛特勒芒日（Loutremange）并入孔代-诺尔滕。

## 地理
孔代-诺尔滕（49°9'17"N, 6°25'57"E）面积10.92 平方千米，位于法国大東部大區摩泽尔省，该省份为法国东北部内陆省份，是洛林的一部分，西南接默尔特-摩泽尔省，东临下莱茵省，北与卢森堡和德国接壤。
与孔代-诺尔滕接壤的市镇（或旧市镇、城区）包括：沙勒维尔苏布瓦、库尔塞勒绍西、莱塞唐、艾埃、埃尔斯特罗夫、安康日、瓦里兹-沃东库尔、沃尔默朗日莱布莱。
孔代-诺尔滕的时区为UTC+01:00、UTC+02:00（夏令时）。

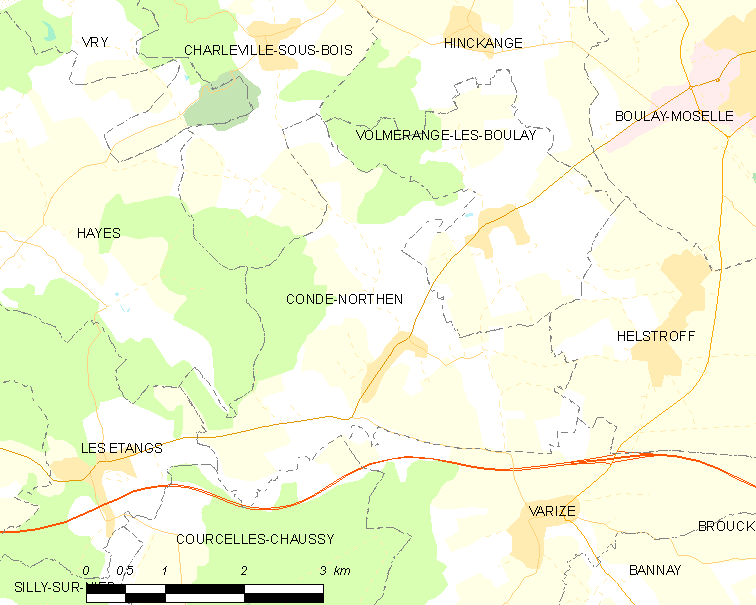
孔代-诺尔滕的OSM定位图

## 行政
孔代-诺尔滕的邮政编码为57220，INSEE市镇编码为57150。

## 政治
孔代-诺尔滕所属的省级选区为布莱摩泽尔县。

## 人口

1962-2008年间孔代-诺尔滕人口变化图示

孔代-诺尔滕于2022年1月1日时的人口数量为722人。